# عمارت مهربان
عمارت مهربان مربوط به دوره قاجار است و در بوشهر، خیابان خلیج فارس، محله بهبهانی واقع شده و این اثر در تاریخ ۳ اسفند ۱۳۷۷ با شمارهٔ ثبت ۲۲۱۰ به‌عنوان یکی از آثار ملی ایران به ثبت رسیده‌است.

## ویژگی‌ها
این عمارت، بنایی تاریخی واقع در بخش مرکزی شهرستان بوشهر یکی از آثارهای تاریخی و از نقاط دیدنی استان بوشهر در جنوب ایران است.

عمارت مهربان در محله بهبهانی‌

«عمارت مهربان» در منتهی الیه شمال شهر بوشهر، پشت اداره بندر در خیابان خلیج فارس واقع شده‌است. فاصله آن تا دریا فقط ۱۰ متر است.
این عمارت تاریخی در یکی از محله‌های قدیمی بوشهر به نام محله بهبهانی قرار گرفته که اطراف آن ساختمان‌های بافت قدیم وجود دارد. واقع شدن این بنا در کنار ساحل باعث وزیدن نسیم دریا و باد شمال به داخل ساختمان می‌شود. قدمت این بنا به 180 سال پیش می‌رسد، و سازنده آن میرزا غلامحسین گلشن از تاجران بنام بوشهری بوده و کاربری مسکونی داشته، سپس توسط آقای علی اکبر مهربان از تاجران بوشهری خریداری شده‌است به این خاندان به مدت قریب به 100 سال در آن سکونت گزیدند و چسبیده به آن تجارتخانه حاج علی اکبر مهربان و پسران و نیز اسطبل بوده است. عمارت متعلق به دورهٔ قاجاریه بوده و نوع معماری بیت میلانی است که در نوع خود منحصربه فرد است.
ساختمان از سه طبقه تشکیل شده‌است. طبقه اول شامل
آب‌انبار (برکه)، حمام، دست شویی، آشپزخانه و جای نگهداری خدمه و طبقات دوم و سوم جهت سکونت و پذیرایی و امور تجاری بوده‌است.
عمارت مهربان از چهارطرف با پلکان حلزونی به پشت بام راه دارد. در طبقه سوم ضلع شمالی اتاقی ساخته نشده و این گوشه خالی است. این عمل به دلیل رساندن باد خنک شمال به داخل ساختمان بوده‌است. ساختمان دارای حیاط مرکزی و تمامی اتاق‌ها اطراف آن می‌باشند که همگی با درهای دو لنگه با هم اربتاط دارند. درب و پنجره‌ها از جنس چوب ساج و دریایی و پوشش سقف از چوب چندل (صندل) است. سیستم خنک‌کننده ساختمان وجود درهای متعدد است. بیش تر اتاق‌ها پنج دری هستند و بین آن‌ها راهرو وجود دارد. این بنا با مساحت ۱۲۳۰ متر، پهنای ۸۸۹ مترمربع و اعیان ۱۰۴۱ متر مربع در حال حاضر با کاربری اداری فرهنگی مورد استفاده می‌باشد و از سال ۱۳۶۵ تاکنون که توسط میراث فرهنگی خریداری شده مرتب مورد تعمیر قرار می‌گیرد. البته شکل اولیه ساختمان حفظ شده و فقظ مصالح پوسیده تعویض و مرمت شده و نمای بیرونی آن سفید کاری شده‌است.